# Arremon flavirostris
El cerquero piquiamarillo, afrechero de collar o saltón gran cantor (Arremon flavirostris) es una especie de ave paseriforme de la familia Passerellidae endémica del centro-este de Brasil, ya que en el año 2016, las dos antiguas subespecies australes (A. f. dorbignii y A. f. polionotus) fueron elevadas a la condición de especies plenas.

## Descripción
En promedio mide 15 cm de longitud, y pesa 28,5 g. Tiene el pico anaranjado brillante con culmen negro. Su cabeza negra tiene una línea gris en el centro de la corona y ceja blanca. Su nuca y cola son grises, dorso oliváceo; alas verde oliva por encima y amarillas por debajo; la garganta es blanca, separada del pecho por un collar negro; las partes inferiores blancas grisáceas. La hembra tiene las partes inferiores con matices pardos y el collar negro interrumpido.

## Hábitat
Vive entre el nivel del mar y los 1.400 m de altitud, en el nivel inferior del bosque de galería de los arroyos y penetra también en el bosque seco.

## Alimentación
Se alimenta de insectos y también de semillas de gramíneas.

## Reproducción
Construye sobre el suelo un nido grande de forma esférica. La hembra pone dos huevos.